# Sphinia kageneckiae
Sphinia kageneckiae är en insektsart som beskrevs av Burckhardt och Ouvrard 2001. Sphinia kageneckiae ingår i släktet Sphinia och familjen rundbladloppor. Inga underarter finns listade i Catalogue of Life.